# 米科洛-巴班卡
47°55′41″N 31°52′48″E / 47.92806°N 31.88000°E
米科洛-巴班卡（烏克蘭語：Миколо-Бабанка），是烏克蘭中部的村莊，隸屬基洛夫格勒州的克羅皮夫尼茨基區。該村始建於1795年，面積2.99平方公里，海拔高度120米，2001年人口645，人口密度每平方公里216.1人。